# 천룽쥔
천룽쥔(陳榮峻, 진영준, 본명은 천룽지(陳榮基, 진영기), 1957년 8월 22일 ~ )은 중화인민공화국 홍콩 특별행정구의 영화배우, 연극배우, 텔레비전 연기자이다.

## 생애
홍콩에서 출생하였으며 지난날 한때 중화인민공화국 광둥 성 차오저우에서 잠시 유아기를 보낸 적이 있는 그는 1977년 텔레비전 드라마에서 연기자 첫 데뷔하였고 이듬해 1978년 연극배우 데뷔하였으며 1989년 영화 《특경 90(特警 90)》의 단역으로 영화배우 데뷔하였다.